# 謝廷傑
謝廷傑（1529年—1587年），字宗聖，又字順卿，號虬峰，江西南昌府新建縣人，明朝政治人物。

## 生平
嘉靖三十四年（1555年）江西鄉試第二十名舉人。嘉靖三十八年（1559年）中式己未科會試第一百六名，三甲第一百五十二名進士。初授歙县知县，擢礼部主事，隆慶元年（1567年）十一月改選浙江道監察御史，巡按直隶，上言马政八事，五年巡按浙江，六年九月提调南直隶学政，萬曆二年（1574年）三月升大理寺右寺丞。十五年卒，年五十九

## 事跡
隆庆六年（1572年），谢廷杰巡按浙江，汇集王守仁传习录、文录、别录、外集、续编、世德纪等著作以及年谱、奏疏、祭文等，整理成《王文成公全书》刊行。

## 家族
曾祖謝一夔，工部尚書 贈太子少保 諡文莊；祖父謝紀，封應天府治中；父謝驥，應天府治中。嫡母屈氏（贈宜人）；繼母張氏（封宜人）；生母楊氏。慈侍下。